# Gazela-de-grant
A gazela-de-grant (Gazella granti) é uma grande gazela com chifres em forma de lira encontrada nas savanas e pradarias da África. É uma das presas preferidas de predadores como o leopardo e a chita.
São animais velozes e podem variar de 75 a 85 km/h.[carece de fontes?]

## Distribuição
A espécie é encontrada no Sudão, na Etiópia, na Somália, na Tanzânia, na Uganda e no Quênia. Prefere campos abertos, evitando áreas de grama alta. Pode-se aventurar em bosques de acácia se estes forem esparsos.